# Lakhipur (ort i Indien, Cāchār)
Lakhipur är en ort i Indien.   Den ligger i distriktet Cāchār och delstaten Assam, i den östra delen av landet, 1 600 km öster om huvudstaden New Delhi. Lakhipur ligger 35 meter över havet och antalet invånare är 12 871.
Terrängen runt Lakhipur är platt. Runt Lakhipur är det tätbefolkat, med 276 invånare per kvadratkilometer. Det finns inga andra samhällen i närheten. Trakten runt Lakhipur består till största delen av jordbruksmark.